# Прата ди Порденоне
Пра̀та ди Пордено̀не (на италиански: Prata) е градче и община в Северна Италия, провинция Порденоне, автономен регион Фриули-Венеция Джулия. Разположено е на 18 m надморска височина. Населението на общината е 8655 души (към 2010 г.).